# Doug Chiang
Doug Chiang (Taipé, 16 de fevereiro de 1962) é um especialista em efeitos visuais estadunidense-taiwanês. Venceu o Oscar de melhores efeitos visuais na edição de 1993 por Death Becomes Her, ao lado de Ken Ralston, Doug Smythe e Tom Woodruff, Jr.